# Larry Gates
Larry Gates (* 24. September 1915 in St. Paul, Minnesota; † 12. Dezember 1996 in Sharon, Connecticut) war ein US-amerikanischer Schauspieler. Gates hat in zahlreichen Bühnenstücken, Filmen und Fernsehserien gespielt, meist in Nebenrollen.

## Leben und Karriere
Während seines Studiums an der Universität von Minnesota begann Gates, im Studententheater zu spielen. 1938 ging er nach New York um Schauspieler zu werden. Sein Broadway-Debüt gab er 1939 in dem Stück Speak of the Devil. Später spielte er in Stücken wie Das kleine Teehaus oder dem 1958 als Meine Braut ist übersinnlich verfilmten Bell, Book and Candle. Für seine Nebenrolle im Gerichtsdrama A Case of Libel wurde er 1963 für einen Tony Award nominiert. Außer in Broadwayproduktionen trat er in Stücken von Molière, Bernhard Shaw und vor allem Shakespeare auf, in dessen Stücken er auf verschiedenen amerikanischen Shakespeare-Festivals unter anderem den Falstaff, den Polonius und König Lear spielte.
Neben seinem Wirken am Theater startete seine Filmkarriere mit einer ersten Nebenrolle 1952 in Glory Alley, einem Film, der im deutschsprachigen Raum nicht vertrieben wurde. Bekannter wurde er 1956 mit Die Dämonischen und 1958 mit Die Katze auf dem heißen Blechdach, in dem er den Hausarzt Dr. Baugh spielte. Viele weitere Nebenrollen folgten.
Außer in Filmen trat er im Fernsehen auf: in einigen Liveshows und vor allem in zahlreichen Serien, darunter Bonanza, Alfred Hitchcock Presents, Tausend Meilen Staub und Mannix. Von 1983 bis zu seinem Tod spielte er Staatsanwalt H.B. Lewis in der Seifenoper Springfield Story. Für diese Rolle erhielt er 1985 einen Emmy. Er wurde noch drei Mal für einen Emmy nominiert.
Larry Gates starb 1996 im Alter von 81 Jahren an Leukämie.

## Filmografie (Auswahl)
- 1952: Glory Alley
- 1952: Hat jemand meine Braut gesehen? (Has Anybody Seen My Gal?)
- 1952: Die letzte Entscheidung (Above and Beyond)
- 1953: Eine abenteuerliche Frau (Take Me to Town)
- 1956: Die Dämonischen (Invasion of the Body Snatchers)
- 1957: Ein Herzschlag bis zur Ewigkeit (Jeanne Eagels)
- 1957: Stirb wie ein Mann (The Strange One)
- 1957: Ein Herzschlag bis zur Ewigkeit (Jeanne Eagels)
- 1957: Hyänen der Straße (The Brothers Rico)
- 1958: Die Katze auf dem heißen Blechdach (Cat On A Hot Tin Roof)
- 1958: Verdammt sind sie alle (Some Came Running)
- 1959: Der ehrbare Bigamist (The Remarkable Mr. Pennypacker)
- 1960: Vater ist der Beste (Father Knows Best, Fernsehserie, Folge 6x15)
- 1960: Vergeltung ohne Gnade (One Foot in Hell)
- 1960: Bonanza (Fernsehserie, Folge 2x05 Land für Daviens Leute)
- 1960: Die Unbestechlichen (The Untouchables, Fernsehserie, 2 Folgen)
- 1960: Ein charmanter Hochstapler (The Great Impostor)
- 1961: Alles auf eine Karte (Underworld U.S.A.)
- 1961: … der werfe den ersten Stein (The Hoodlum Priest)
- 1961: Alfred Hitchcock präsentiert (Alfred Hitchcock Presents, Fernsehserie, Folge 6x25)
- 1961: Die jungen Wilden (The Young Savages)
- 1961: Twilight Zone (The Twilight Zone, Fernsehserie, Folge 3x03 Die „lieben“ Nachbarn)
- 1962/1963: Preston & Preston (The Defenders, Fernsehserie, 2 Folgen)
- 1963: Puppen unterm Dach (Toys in the Attic)
- 1963: Revolverhelden von Wyoming (Cattle King)
- 1965: Tausend Meilen Staub (Rawhide, Fernsehserie, Folge 8x10)
- 1965–1973: FBI (The F.B.I., Fernsehserie, 6 Folgen)
- 1966: Kanonenboot am Yangtse-Kiang (The Sand Pebbles)
- 1967: In der Hitze der Nacht (In the Heat of the Night)
- 1967: Die fünf Geächteten (Hour of the Gun)
- 1968: Invasion von der Wega (The Invaders, Fernsehserie, Folge 2x20)
- 1969: Frank Patch – Deine Stunden sind gezählt (Death of a Gunfighter)
- 1970: Airport
- 1973: Lucky Luciano
- 1975: Funny Lady
- 1978: Lou Grant (Fernsehserie, Folge 2x06)
- 1979: Weißes Haus, Hintereingang (Backstairs at the White House, Miniserie)
- 1983–1994: Springfield Story (Guiding Light, Fernsehserie, 90 Folgen)
- 1984: Aufstand der Verfluchten (Maximum Security, Fernsehserie, Folge 1x03)
- 1987: Bill Cosby – Die Superkanone (Leonard Part 6)